# Birger-Magnus Hellerstedt
Birger-Magnus Hellerstedt, född 14 juni 1892 i Tryserums församling, Kalmar län, död 27 november 1963 i Malmö Sankt Johannes församling, Malmöhus län, en svensk skolledare och en förgrundsfigur i den svenska folkhögskolan.
Birger-Magnus Hellerstedt blev efter verksamhet som tidningsman och lärare 1923 grundare av och rektor vid  Västkustens ungdomsskola i Ljungskile; skolan heter sedan 1960-talet Ljungskile folkhögskola. Han var från 1917 medlem av Svenska Missionsförbundet. Hellerstedt var 1918–1946 ordförande i Förbundet kristna seminarister och lärare och blev senare dess hedersordförande.
Hellerstedt var far till Birgitta Hellerstedt.